# باشگاه فوتبال دپورتیوو تولوکا
باشگاه فوتبال دپورتیوو تولوکا که معمولاً با نام کلاب دپورتیوو تولوکا شناخته می‌شود، یک باشگاه فوتبال مکزیکی است که در لیگ برتر مکزیک بازی می‌کند. ورزشگاه این تیم، ورزشگاه نمسیو دیس در تولوکا د لردو، ایالت مکزیک در مکزیک واقع شده است. این تیم در ۱۲ فوریه ۱۹۱۷ توسط برادران مانوئل و فرانسیسکو هنکل، مالکان مزرعه "لا هوئرتا" واقع در زیناکانتیپیک در نزدیکی شهر تولوکا تاسیس شد.
تولوکا ۱۱ بار قهرمان لیگ برتر مکزیک شده است که پس از آمریکا (۱۶ قهرمانی) و گوادالاخارا (۱۲ قهرمانی) سومین تیم پرافتخار این لیگ است. علاوه بر این، این تیم دو قهرمانی جام حذفی مکزیک و دو قهرمانی لیگ قهرمانان کونکاکاف را نیز کسب کرده است. علاوه بر این، تولوکا ۱۴ بار قهرمان مسابقات ایالتی مکزیک شد. تولوکا علی‌رغم اینکه یکی از قدیمی‌ترین تیم‌های مکزیک است، با بیش از ۱۰۰ سال سابقه، در سال ۱۹۵۰، ۳۳ سال پس از تأسیس آن، آغاز شد و به یکی از تیم‌های موسس لیگ دسته دوم مکزیک و سومین تیم با بیشترین فصل در دسته اول مکزیک تبدیل شد. این تیم به همراه کروز آزول و اونام، از زمان تاسیس خود، سقوط نکرده‌اند.
با توجه به میتوفسکی در سال ۲۰۲۲، تولوکا هفتمین تیم محبوب مکزیک با ۳٪ اولویت با حدود ۴.۰ میلیون هوادار است.